# Jutro
 Ovo je glavno značenje pojma Jutro. Za druga značenja pogledajte Jutro (razdvojba).
Jutro je razdoblje vremena između zore i prijepodneva. Suprotnost jutra je večer. Trajanje jutra ovisi o brojnim čimbenicima kao što su: godišnje doba, zemljopisna širina, zemljopisna dužina i vremenska zona.
Jutro se također mogu koristiti u strogo osobnom smislu, a odnosi se na razdoblje odmah nakon buđenja. U tom smislu, jutro obuhvaća pretpostavke za punu produktivnost i može obuhvaćati aktivnosti kao što su tuširanje, doručak, odijevanje, itd). Granice tih jutarnjih razdoblja ovise o svakom čovjeku, koji postaje spreman za dnevne aktivnosti.  